# Monte Pascoal

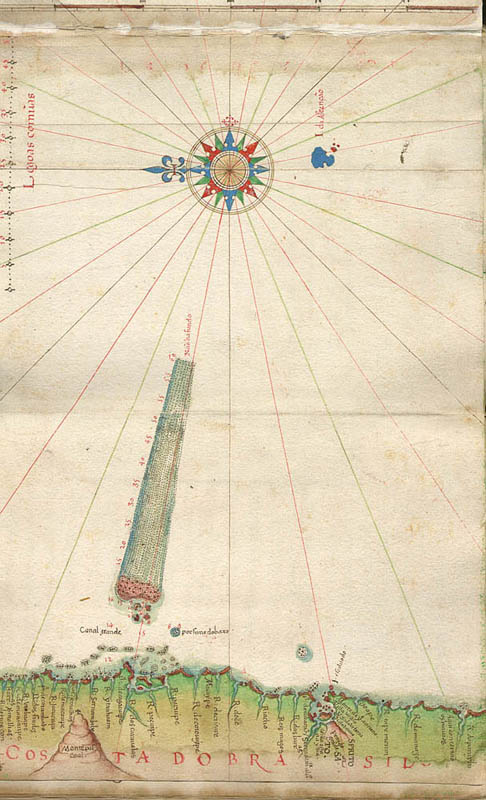
Antiguo mapa portugués con la localización del Monte Pascoal.

El monte Pascoal es un pequeño cerro de 586 metros de altura, localizado en el estado de Bahía, cerca de 62 kilómetros de la ciudad de Porto Seguro. Según los registros históricos, el monte Pascoal habría sido la primera porción de tierra avistada por Pedro Álvares Cabral y su tripulación el día 22 de abril de 1500, fecha del Descubrimiento de Brasil. El accidente geográfico recibió este nombre justamente porque el desembarco ocurrió en la época de Pascua del 1500.
El 29 de noviembre de 1961 fue oficialmente creado el Parque Nacional de Monte Pascoal, con 22 500 hectáreas y 110 kilómetros de perímetro, en el municipio de Porto Seguro.
- Datos: Q1499212
- Multimedia: Monte Pascoal / Q1499212